# Fondamentale! Vol. 1
Fondamentale! Vol. 1 è una compilation di rap e reggae italiani,  pubblicata dalla Century Vox nel 1992 e distribuito dalla Sony Music.
Essa contiene vari pezzi storici di gruppi legati al contesto delle posse italiane, tra cui Isola Posse All Stars, Otierre, Sa Razza e Speaker Dee Mo.

## Tracce

### CD
La tracklist seguente è quella stampata sul retro del CD. Per errore, l'ordine effettivo delle tracce audio è diverso.
1. Isola Posse All Stars - Passaparola
2. Sud Sound System - Fuecu
3. Sa Razza- In Sa Ia
4. Speaker Dee Mo' - Questione Di Stile
5. Devastatin' Posse - Telecommando
6. Otierre - Ragga No Droga
7. Sa Razza- Castia In Fundu
8. Sud Sound System - Reggae Internazionale
9. Papa Ricky - Lu Sole Mio
10. Sud Sound System - Chiappalu
11. Fuckin' Camels 'n Effect - Slega La Lega
12. Isola Posse All Stars- Stop Al Panico
13. Fuckin' Camels 'n Effect - Gara Dura
14. Papa Ricky - Comu T'a Cumbenato
15. Sud Sound System - T'a Sciuta Bona

### MC / LP
1. Isola Posse All Stars - Passaparola
2. Sud Sound System - Fuecu
3. Sa Razza- In Sa La
4. Speaker Dee Mo' - Questione Di Stile
5. Devastatin' Posse - Telecommando
6. Sud Sound System - Reggae Internazionale
7. Papa Ricky - Lu Sole Mio
8. Sud Sound System - Chiappalu
9. Fuckin' Camels 'n Effect - Slega La Lega
10. Isola Posse All Stars - Stop Al Panico